# Ollon
Ollon (hist. Olun) − miejscowość i gmina (commune) w zachodniej Szwajcarii, w kantonie Vaud, w okręgu (district) Aigle. Leży nad Rodanem.

## Demografia
W Ollonie mieszkają 7894 osoby. W 2021 roku 35,1% populacji gminy stanowiły osoby urodzone poza Szwajcarią. 

## Transport
Przez teren gminy przebiegają autostrada A9 oraz drogi główne nr 9, nr 145 i nr 147. 